# Лё-Гу, Жан
Жан Лё-Гу (фр. Jean Le Houx; 1551 год — 1616 год, Вир) — нормандский нотариус, художник и поэт времён религиозных войн; духовный наследник Оливье Басселена, составивший сборник его песен (1610) и написавший к нему продолжение: «Vau de Vire nouveaux».

## Издания
- Опубликовал сборник старинных песен в собственной обработке Livre des chants nouveaux et vaux-de-Vire, par Olivier Basselin (1610).
- После смерти Лё-Гу издатель Жан де Сен (Jean de Cesne) опубликовал «Livre des Chants nouveaux de Vaux de Vire, par ordre alphabétique, corrigé et augmenté outre la précédente édition, publié après sa mort à Vire».